# Oketo
Oketo (置戸町?) è una cittadina giapponese della prefettura di Hokkaidō.